# Bertholène
Bertholène é uma comuna francesa na região administrativa de Occitânia, no departamento de Aveyron. Estende-se por uma área de 46,96 km². Em 2010 a comuna tinha 1 070 habitantes (densidade: 22,8 hab./km²).